# Editor de mapas

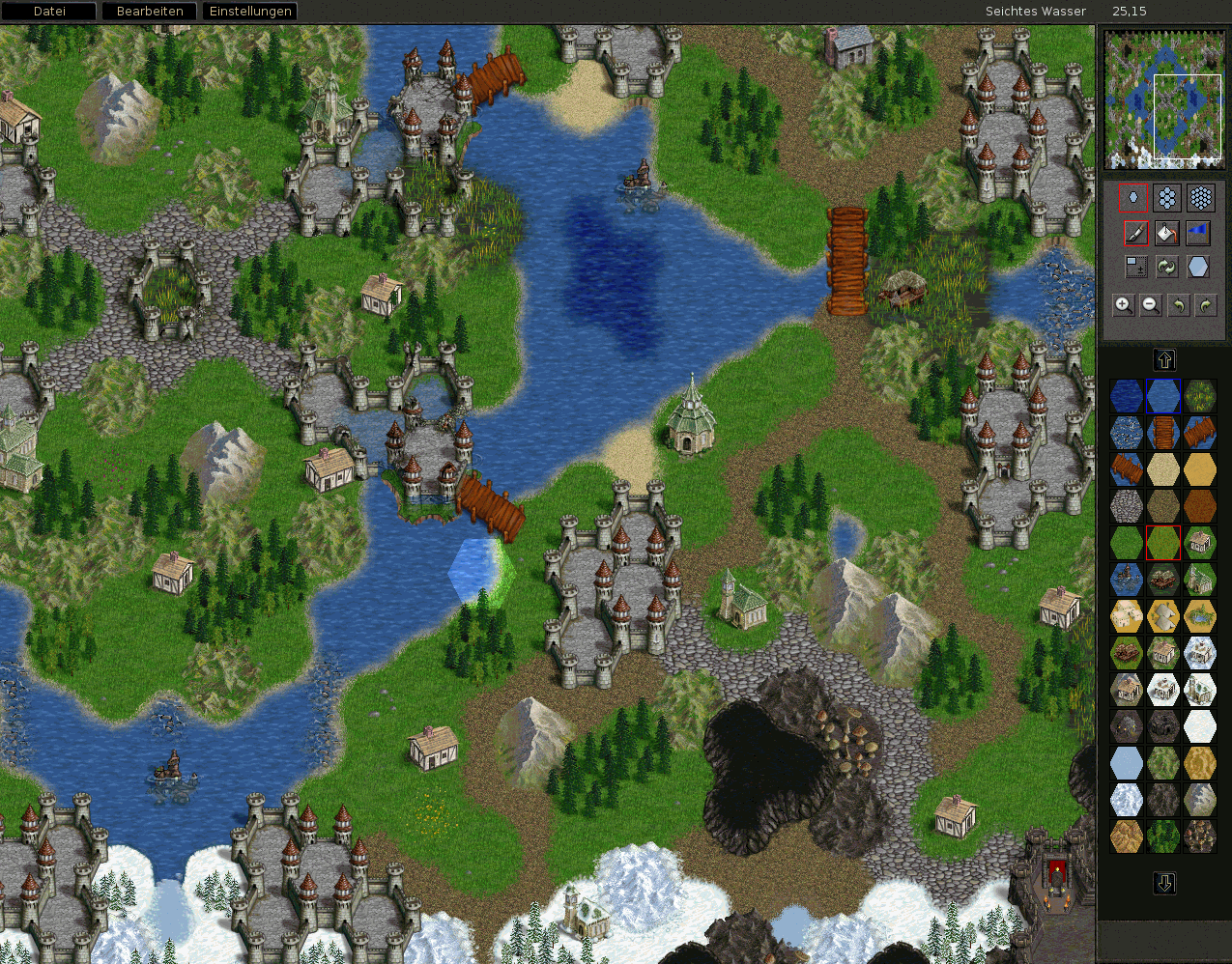
Editor de mapas de The Battle for Wesnoth.

Editor de mapas (também conhecido como editor de níveis, editor de campanhas ou editor de cenários) é um software aplicativo usado para desenvolver mapas, níveis ou campanhas para um jogo eletrônico. Em alguns casos o criador do jogo disponibiliza um editor oficial para seu jogo, mas outras vezes a comunidade de fãs organiza-se para desenvolver tal aplicação.

## Lista de editores de mapas
- Lunar Magic - para o jogo Super Mario World
- Q4 Radiant - para o jogo Quake 4
- MohRadiant - para o jogo Medal of Honor: Allied Assault
- Camoto - para diversos jogos antigos[1]
- Editor de mapas oficial do Worms Armageddon
- Editor de mapas oficial do TimeSplitters
- Editor de mapas oficial do TimeSplitters 2
- Editor de mapas oficial do TimeSplitters: Future Perfect
- Serious Editor - para o jogo Serious Sam
- Editor de mapas oficial do Super Tux
- Editor de mapas integrado do Freedroid
- Editor de mapas integrado do FreedroidRPG